# Nick Christie
Nick Christie (né le 29 septembre 1991) est un athlète américain, spécialiste de la marche athlétique.

## Biographie
Il est sacré champion des États-Unis du 20 000 m marche en 2018, et du 10 000 m marche en 2019. Il remporte également deux titres nationaux en salle, sur 3 000 m, en 2018 et 2019.
Il remporte la médaille d'argent du 20 km marche aux Championnats d'Amérique du Nord, d'Amérique centrale et des Caraïbes d'athlétisme 2018.
En 2022 il établit le record des États-Unis du 35 kilomètres marche à Dublin.